# Dálnice A26 (Německo)
Dálnice A26, německy Bundesautobahn 26 (zkratka BAB 26), zkráceně Autobahn 26 (zkratka A26), je dálnice na severozápadě Německa. Celkem bude dálnice měřit 50 km. Výstavba prvního, 12 kilometrů dlouhého úseku, byla započata v roce 2002. Tento úsek byl otevřen 23. října 2008.